# Een lent van vaerzen
Een lent van vaerzen uit 1884 is de eerste boekuitgave en tevens het literaire debuut van de Nederlandse schrijver Louis Couperus (1863-1923).

## Geschiedenis
Couperus debuteerde in juli 1883 met de publicatie van het gedicht 'Erinnering' in het tijdschrift Nederland. Die publicatie was te danken aan bemiddeling door prof. Jan ten Brink bij wie Couperus toen studeerde om zijn diploma M.O. Nederlands te halen. Dat gedicht verscheen niet in zijn éérste, maar in zijn tweede boekuitgave, Orchideeën. Een bundel poëzie en proza.
Van de in deze uitgave verschenen gedichten, lijken er slechts twee voorgepubliceerd: 'Een konterfeitsel' in Nederland, en 'Kleopatra' in De gids.

### Uitgave
De uitgave verscheen in 1884 bij de Utrechtse uitgeverij J.L. Beijers. L.W.R. Wenckebach leverde de bandtekening. Hoe de samenwerking tussen Couperus en Beijers tot stand kwam, is onbekend. Al in 1893 werd een herdruk gegeven door de wat later zou worden de vaste uitgever van Couperus: L.J. Veen.
De titel was ontleend aan Vondels Rijnstroom.

### Receptie
De leermeester van Couperus, Jan ten Brink, schreef (zoals misschien te verwachten viel) lovend over de bundel. Er kwamen ook overwegend positieve besprekingen van J.N. van Hall, M.G.L. van Loghem en J.A. Alberdingk Thijm. Maar niet iedereen was positief. De zus van Couperus, Catharina, vertelde later: “‘Ik herinner me hoe [...] wij dweepten met dien bundel, en hoe verontwaardigd de geestdrift opbruiste, toen de kritiek hem leegen klinkklank noemde.”